# ديفيد لاين
ديفيد لاين (بالإنجليزية: David Layne)‏ هو لاعب كرة قدم بريطاني، ولد في 29 يوليو 1939 في شفيلد في المملكة المتحدة. لعب مع برادفورد سيتي وسويندون تاون وشيفيلد وينزداي ونادي روذرهام يونايتد ونادي هيرفورد.